# Antônio Aparecido de Marcos Filho
Antônio Aparecido de Marcos Filho (ur. 5 sierpnia 1966 w Ibaté) – brazylijski duchowny katolicki, biskup pomocniczy Brasílii od 2023.

## Życiorys
10 września 1999 otrzymał święcenia kapłańskie i został inkardynowany do diecezji São Carlos. Pracował głównie jako duszpasterz parafialny. Był też pracownikiem diecezjalnego seminarium, w którym pełnił funkcje m.in. rektora części propedeutycznej, ojca duchownego części filozoficznej oraz rektora części teologicznej.
21 grudnia 2022 papież Franciszek mianował go biskupem pomocniczym Brasílii nadając mu stolicę tytularną Centenaria. Sakry udzielił mu 25 lutego 2023 kardynał Paulo Cezar Costa.